# Veselivka, Bobrîneț
Veselivka (în ucraineană Веселівка) este localitatea de reședință a comunei Veselivka din raionul Bobrîneț, regiunea Kirovohrad, Ucraina.

## Demografie
Componența lingvistică a localității Veselivka
     Ucraineană (99,17%)
     Alte limbi (0,83%)
Conform recensământului din 2001, majoritatea populației localității Veselivka era vorbitoare de ucraineană (99,17%), existând în minoritate și vorbitori de alte limbi.